# 수에즈 (영화)
수에즈(Suez)는 미국에서 제작된 알랜 드원 감독의 1938년 멜로/로맨스 영화이다. J. 에드워드 브롬버그 등이 주연으로 출연하였다.

## 출연

### 주연
- J. 에드워드 브롬버그
- 조셉 쉴드크로트
- 헨리 스테펀슨
- 시드니 블래크머
- 시그 루먼
- 모리스 모스코비치
- 나이젤 브루스
- 나이젤 브루스

### 조연
- 타이론 파워
- 로레타 영
- 아나벨라
- 마일즈 맨더
- 조지 주코
- 레온 아메스
- 라파엘라 오티아노
- 빅터 바르코니
- 조지스 리너벤트
- 프랭크 레이처
- 카를로스 드 볼데즈
- 자크 로리
- 앨버트 콘티
- 브랜든 허스트
- 마르셀 코데이
- 에곤 브레처
- 알폰스 마르텔
- C. 몬타규 쇼
- 레오나드 머디

## 제작진
- 협력프로듀서: 진 마키
- 미술: 버나드 헤즈브런
- 미술: 루돌프 스터나드
- 의상: 로이어